# Idiogaryops pumilus
Espèce
Synonymes
- Garyops pumilus Hoff, 1963

Idiogaryops pumilus est une espèce de pseudoscorpions de la famille des Sternophoridae.

## Distribution
Cette espèce se rencontre aux États-Unis en Floride, en République dominicaine, aux îles Caïmans, et à Cuba.

## Description
Les mâles mesurent de 2,25 à 2,6 mm et les femelles de 2,6 à 3,1 mm.

## Systématique et taxinomie
Cette espèce a été décrite sous le protonyme Garyops pumilus par Hoff en 1963. Elle est placée dans le genre Idiogaryops par Harvey en 1985.

## Publication originale
- Hoff, 1963 : Sternophorid pseudoscorpions, chiefly from Florida. American Museum Novitates, no 2150, p. 1-14 (texte intégral).